# الانتخابات العامة الكويتية في ديسمبر 1938
أُجريت انتخابات غير رسمية في يونيو 1938، أسفرت عن اختيار 14 عضوًا لمجلس اعترف به الشيخ أحمد الجابر الصباح لاحقًا، في يوليو، بوصفه مجلسًا تشريعيًا. ومع ذلك، سرعان ما نشأت توترات بين المجلس من جهة، والشيخ والمندوب البريطاني من جهة أخرى، وذلك عقب قيام المجلس بإقالة السكرتير العام للشيخ، ومساعيه للسيطرة على عائدات النفط، وهو ما أثار استياء الطرفين. وفي 21 ديسمبر، قرر الشيخ حلّ المجلس ودعا إلى انتخابات جديدة. وقد تم توسيع عدد أعضاء المجلس من 14 إلى 20 عضوًا، كما ارتفع عدد الناخبين المؤهلين من 150 إلى 400 ناخب.

## النتائج
أُعيد انتخاب 13 من أصل 14 عضوًا ممن تم انتخابهم في يونيو، باستثناء يوسف مرزوق المرزوق، الذي لم يُعاد انتخابه.
| المرشح                       | عدد الأصوات | % | ملاحظات      |
| ---------------------------- | ----------- | - | ------------ |
| يوسف بن عيسى القناعي         | 333         |   | أُعيد انتخابه |
| حمد داوود المرزوق            | 333         |   | أُعيد انتخابه |
| خالد عبد اللطيف الحمد        | 270         |   | أُعيد انتخابه |
| مشعان خضير مشعان خضير        | 265         |   | أُعيد انتخابه |
| محمد شاهين الغانم            | 258         |   | أُعيد انتخابه |
| سلطان إبراهيم الكليب         | 254         |   | أُعيد انتخابه |
| عبد الله الحمد الصقر         | 252         |   | أُعيد انتخابه |
| مشاري الحسن البدر            | 250         |   | أُعيد انتخابه |
| عبد اللطيف محمد ثنيان الغانم | 248         |   | أُعيد انتخابه |
| علي السيد سليمان الرفاعي     | 246         |   | أُعيد انتخابه |
| أحمد الخميس                  | 237         |   | انتُخب        |
| يوسف صالح الحميدي            | 233         |   | أُعيد انتخابه |
| علي البنوان                  | 209         |   | انتُخب        |
| سليمان خالد العدساني         | 205         |   | أُعيد انتخابه |
| صالح عثمان الراشد            | 204         |   | أُعيد انتخابه |
| علي عبد الوهاب المطوع        | 202         |   | انتُخب        |
| مشاري هلال المطيري           | 198         |   | انتُخب        |
| محمد أحمد الغانم             | 185         |   | انتُخب        |
| نصاف يوسف النصاف             | 172         |   | انتُخب        |
| يوسف عبد الوهاب العدساني     | 169         |   | انتُخب        |
| المجموع                      |             |   |              |

## ما بعد الانتخابات
قبيل انعقاد الجلسة الأولى للمجلس الجديد، قدّم الشيخ للأعضاء مشروع دستور جديد حوّل المجلس من هيئة ذات صلاحيات تنفيذية إلى هيئة استشارية، كما منح نفسه حق نقض قراراته. غير أن المجلس رفض اعتماد هذا الدستور.
وبناءً على ذلك، قام الشيخ بحلّ المجلس في 7 مارس 1939، مع نيّته تشكيل مجلس جديد معيّن بالكامل.
وفي 9 مارس، ألقى محمد بن منيس خطابًا علنيًا هاجم فيه الشيخ، ووزّع منشورات مناهضة للحكومة. وأدّى اعتقاله في اليوم التالي إلى اندلاع اشتباك، حاول خلاله العضو السابق يوسف المرزوق التدخل. خلال الحادثة، أطلق محمد القطامي، أحد مؤيدي المجلس، النار على الشرطة، في حين أشهر المرزوق سلاحه. ردّت الشرطة بإطلاق النار، فأُصيب كل من المرزوق والقطامي، وتوفي الأخير لاحقًا متأثرًا بجراحه.
تم إعدام محمد بن منيس لاحقًا بتهمة الخيانة. وفي 11 مارس، تم توقيف خمسة أعضاء سابقين في المجلس، واضطرت السلطات إلى بناء سجن جديد لاستيعاب العدد الكبير من المعتقلين.
وفي 12 مارس، عيّن الشيخ مجلسًا استشاريًا جديدًا مكوّنًا من 14 عضوًا، استمر في عمله حتى يوليو 1940، ثم توقفت جلساته.